# باول أوغدن
باول أوغدن (بالإنجليزية: Paul Ogden)‏ (18 ديسمبر 1946 بليك في المملكة المتحدة - ) هو مدرب كرة قدم ولاعب كرة قدم بريطاني في مركز الوسط. لعب مع بورت فايل ونادي ألترينتشام.

## وصلات خارجية
- باول أوغدن على موقع قاعدة بيانات كرة القدم.إي يو (الإنجليزية)